# شرکت مشارکتی

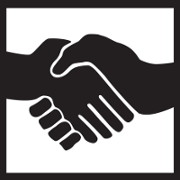
نگاره یک شرکت مشارکتی

در سرمایه‌گذاری مشترک، (به انگلیسی: Joint Venture) معمولاً دو یا چند شرکت برای انجام فعالیت‌های اقتصادی با یکدیگر همکاری می‌کنند. در این فرایند طرفین برای ایجاد یک شرکت جدید با یکدیگر توافق کرده و میزان سود، زیان و هزینه‌ها را میان خود تقسیم می‌کنند. برخی اوقات سرمایه‌گذاری مشترک می‌تواند به صورت ساده‌تری که اعضای آن هم سهمی در آن ندارند برای انجام یک پروژه خاص انجام گیرد.
آنچه در نگاه نخست برای طرف بومی مشارکت اهمیت دارد، انتقال فناوری و تأمین مالی است. اما به‌نظر می‌رسد از این سرمایه‌گذاری مشترک باید انتظارات بیشتری داشت. در اینجا برخی دیگر از مزایای سرمایه‌گذاری مشترک را برمی‌شماریم:
- دستیابی به بازارها و مشتریان جدید
- بهبود و افزایش سرعت فرایند بازاریابی
- کاهش هزینه‌ها
- کاهش ریسک‌ها
- یادگیری
- مشارکت در سرمایه‌های معنوی شرکا
- دسترسی به سرمایه و نیروی کار ماهر و متخصص
- دسترسی به کانال‌های توزیع
- عبور از موانع تجاری و سیاسی با برقراری شراکت‌های بین‌المللی
- مقابله با فشارهای خارجی
- کاهش مراحل طراحی و توسعه محصولات
- دستیابی به مقیاس اقتصادی
- افزایش توان پاسخگویی به تقاضای مشتریان و هماهنگی با سلیقه‌های گوناگون

سرمایه‌گذاری مشترک در واقع واحد تجاری مشترکی است که توسط دو یا چند مشارکت‌کننده برای مقصود مشخص تجاری، مالی، یا فنی ایجاد می‌شود. تا کنون برای جوینت ونچر در زبان فارسی معادل دقیقی ارائه نشده‌است. اما آنچه بیشتر در مورد آن به کار رفته، «مشارکت انتفاعی» است.